# Centruroides bertholdii
Espèce
Synonymes
- Centrurus bertholdii Thorell, 1876

Centruroides bertholdii est une espèce de scorpions de la famille des Buthidae.

## Distribution
Cette espèce est endémique du Mexique. Elle se rencontre au Michoacán et au Jalisco.

## Description
Le mâle holotype mesure 79,5 mm.

## Étymologie
Cette espèce est nommée en l'honneur d'Arnold Adolph Berthold.

## Publication originale
- Thorell, 1876 : « Études Scorpiologiques. » Atti della Societa Italiana di Scienze Naturali, vol. 19, p. 75–272 (texte intégral).